# 반스카슈티아브니차구

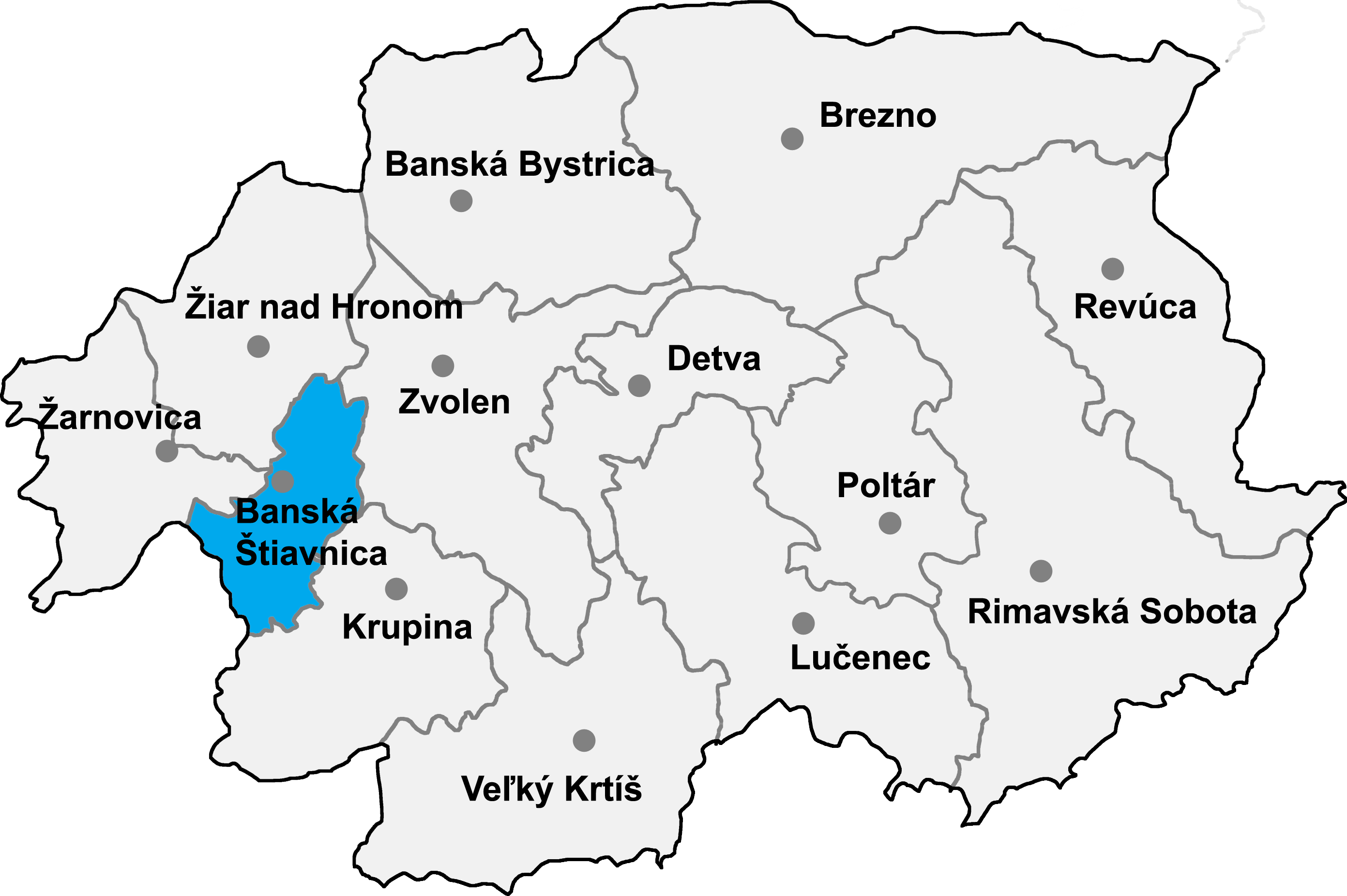
반스카슈티아브니차구의 위치

반스카슈티아브니차구(슬로바키아어: Okres Banská Štiavnica)는 슬로바키아 반스카비스트리차주를 구성하는 13개 구 가운데 하나로 행정 중심지는 반스카슈티아브니차이며 면적은 292.3km2, 인구는 16,367명(2014년 기준), 인구 밀도는 55.99명/km2이다.
반스카비스트리차주 서부에 위치하며 15개 지방 자치체(1개 시, 14개 마을)를 관할한다. 북서쪽으로는 자르노비차구, 북쪽으로는 지아르나트흐로놈구, 동쪽으로는 즈볼렌구, 남쪽으로는 크루피나구, 서쪽으로는 니트라주 레비체구와 접한다.